# Störungstheorie (Quantenfeldtheorie)
Die Störungstheorie in der Quantenfeldtheorie ist eine Methode, in der Prozesse, die zu einem bestimmten Element der S-Matrix beitragen, gemäß der Anzahl der in diesem Prozess vorkommenden Interaktionen geordnet werden. Für sämtliche Prozesse bis zu einer bestimmten Ordnung zeichnet man die entsprechenden Feynman-Diagramme, weist ihnen einen mathematischen Ausdruck zu und erhält durch Addition aller Terme eine Abschätzung des Prozesses bis zu gegebener Ordnung. Dies entspricht einer Reihenentwicklung in der Kopplungskonstanten {\displaystyle g}.
Die Störungstheorie wird erfolgreich angewandt, wo die Kopplungskonstante klein ist ({\displaystyle g\ll 1}) und so die Reihe konvergiert:
- in der Quantenelektrodynamik
- in der Quantenchromodynamik für hohe Energien (Kopplungskonstante klein dank asymptotischer Freiheit).

## Bedeutung
Lange Zeit waren störungstheoretische (oder perturbative) Rechnungen der einzige Zugang zu Quantenfeldtheorien, da für nicht-perturbative Rechnungen vor allem die computertechnischen Voraussetzungen noch nicht erfüllt waren.
Dies ist heute jedoch der Fall, und so werden in der aktuellen Forschung inzwischen auch nicht-störungstheoretische Zugänge gewählt, um in Bereiche vorzudringen, in denen die Kopplungskonstante nicht als klein angenommen werden kann, zum Beispiel im Niederenergiebereich der Quantenchromodynamik und bei kollektiven Anregungen in Festkörpern.
Bindungszustände entziehen sich prinzipiell einer störungstheoretischen Beschreibung, da ihre Konstituenten per Definition unendlich oft miteinander wechselwirken.

### Spezielle Literatur
Störungstheorie wird in den meisten einführenden Büchern zu Quantenfeldtheorien behandelt, siehe die Literatur dort.